# دائرة الغيشة
دائرة الغيشة إحدى دوائر ولاية الأغواط الجزائرية . عاصمتها هي الغيشة وتضم بلديات :
- الغيشة
- قرية آنفوس
- قرية ترقلل